# Willington (Bedfordshire)
Willington è un villaggio e parrocchia civile dell'Inghilterra, appartenente alla contea del Bedfordshire.